# الی دوکامن
الی دوکامن (۱۹ فوریه ۱۸۳۳، ژنو - ۷ دسامبر ۱۹۰۶، برن) فعال صلح، و به‌همراه چارلز آلبرت گوبات، برنده جایزه صلح نوبل سال ۱۹۰۲ می‌باشد. او در ژنو متولد شد و به‌عنوان یک معلم زبان، روزنامه‌نگار و مترجم برای مجلس فدرال سوئیس (۱۸۶۹ -۱۸۷۳) کار کرد.
در سال ۱۸۶۷ درحالی‌که مشاغل خودرا دنبال می‌کرد به (لیگ صلح و آزادی) کمک نمود، از جمله مسئول روابط خارجی شرکت فولاد جورا سیمپلون از سال ۱۸۷۳ تا ۱۸۹۱ بود.